# Stettiner Bahnhof
Het Stettiner Bahnhof was een belangrijk spoorwegstation in Berlijn. In 1950 werd de naam gewijzigd in Nordbahnhof en twee jaar later sloot het station. Het station bestaat wel nog als S-Bahn-station. 
Het station werd geopend op 1 augustus 1842 en was het beginpunt van de Stettiner Bahn, de spoorlijn naar Stettin, destijds een belangrijke Duitse havenstad. Het was tevens het derde treinstation dat gebouwd werd in de Pruisische hoofdstad. De lijn naar Stettin werd geëxploiteerd door de Berlin-Stettiner Eisenbahn-Gesellschaft en zorgde ervoor dat de Berlijners op vakantie konden gaan aan de Pommerse Oostzeekust. In 1874-76 kreeg het station een nieuw gebouw dat in 1903-04 werd uitgebreid. Destijds was het station het grootste langeafstandsstation in Berlijn en het station met het grootste bagagevolume in Duitsland. 
De elektrische treinverbinding tussen het station van Stettin en Bernau, die op 8 augustus 1924 van start ging, markeerde de geboorte van de Berlijnse S-Bahn. Op 27 juli 1936 werd de noord-zuidtunnel in gebruik genomen, die de voorheen bovengrondse voorstadssporen door het centrum van Berlijn verbond met de zuidelijke voorstadslijnen. Tijdens de Tweede Wereldoorlog werd het station getroffen door verschillende geallieerde luchtaanvallen. In de laatste dagen van de slag om Berlijn werd ook de noord-zuidtunnel onder het Landwehrkanaal opgeblazen en vervolgens gevuld met water tot aan het noordelijke uiteinde bij Stettiner Bahnhof. Nadat Berlijn de verbinding met Stettin verloor, dat aan Polen afgestaan werd, besliste men om op 1 december 1950 het station om te dopen tot Berlin Nordbahnhof. Op 18 mei 1952 werd het station uiteindelijk gesloten. 
Na de bouw van de Berlijnse Muur werd ook het S-Bahn-station gesloten op 13 augustus 1961. Dit werd op 1 september 1990 heropend toen de muur intussen gevallen was. Vandaag de dag is dit het enige deel van het eens zo uitgebreide complex dat nog in bedrijf is. Op de plaats van het voormalig station staan nu twee kantoorcomplexen: Stettiner Carré en Nordbahnhof Carré. Het gebied waar de treinsporen lagen is nu een park.

## Geschiedenis
Het voorstel om de spoorlijn Berlijn-Stettin aan te leggen kwam van de Pommerse kant. Op basis van de plannen van Friedrich List voor een Duits spoorwegnet, dat een verbinding tussen Berlijn en Hamburg voorzag, zag de redacteur van de Ostsee-Zeitung, Adolf Altvater, een gevaar voor de Stettinse handel met het binnenland. Op 24 maart 1835 beval hij in een verzoekschrift aan de kooplieden van Stettin de aanleg van een spoorlijn tussen Stettin en Berlijn aan. De spoorlijn naar Stettin kreeg ook aftakkingen naar andere steden waardoor het station al snel te klein werd door de vele passagiers. In 1851 kreeg het ontvangstgebouw een uitbreiding en een jaar later kwam er gasverlichting. In 1872 werd beslist om een nieuw station te bouwen. Dit kwam er ten oosten van het bestaande gebouw en werd in 1876 voltooid.
Vanaf 1 december 1877 eindigden naast de passagierstreinen van de Stettiner Bahn ook die van de Berliner Nordbahn in het station. Na de Eerste Wereldoorlog werd beslist om de treinen te elektrificeren. Op 8 augustus 1924 vertrok de eerste elektrische trein vanuit het Stettiner Bahnhof naar Bernau. Deze datum wordt gezien als het begin van de Berlijnse S-Bahn. Er kwamen ook opnieuw plannen voor een ondergrondse noord-zuidverbinding, al werden die on hold gezet door de wereldwijde crisis van 1929. Nadat de NSDAP aan de macht kwam werd de bouw van de tunnel goedgekeurd. Op 28 juli 1936 werd het noordelijke tunnelgedeelte tussen het Stettiner Bahnhof en Unter den Linden in gebruik genomen. In 1939 werd de lijn verlengd en had zo aansluiting met drie andere spoorlijnen. 
Eind jaren dertig plande Hitler Germania als nieuwe hoofdstad voor zijn Rijk en dit zou inhouden dat het station uiteindelijk gesloten zou worden en verplaatst naar een andere locatie, maar deze plannen zijn nooit uitgevoerd. 
Tijdens de Tweede Wereldoorlog werd het gebied rond het station meerdere keren gebombardeerd. Op 20 april 1945 werd het verkeer op de Stettiner Bahn stopgezet en de dag erna in de noord-zuid tunnel. Begin mei werd het Landwehrkanaal opgeblazen waardoor de tunnel en een deel van de Berlijnse metro onder water liep. Op 13 augustus 1945 reden de eerste treinen weer vanuit het station. De tunnel werd pas later weer in gebruik genomen. 
Nadat Stettin in 1945 al een Poolse stad geworden was en de Duitse Democratische Republiek op 6 juli 1950 uitgeroepen werd kreeg het treinstation op 1 december 1950 de naam Berlin Nordbahnhof. Doordat het station nu dichtbij een landsgrens lag besliste de Reichsbahn geleidelijk aan om de treinen te verplaatsen naar het Ostbahnhof en Lichtenberg. Met de start van de zomerdienstregeling op 18 mei 1952 trok de Reichsbahn ook de laatste treinen terug uit het station, net als uit het Anhalter Bahnhof. De sporen werden gedemonteerd en omstreeks 1955 begon de sloop van het voormalige ontvangstgebouw. Nadat de grens tussen Oost- en West-Duitsland verzegeld werd in de nacht van 13 augustus 1961 werd ook het S-Bahn station gesloten, dat pas in 1989 terug zou heropenen. 

Anhalter Bahnhof |
Dresdener Bahnhof |
Görlitzer Bahnhof |
Hamburger Bahnhof |
Lehrter Bahnhof |
Militärbahnhof |
Nordbahnhof |
Ostbahnhof |
Potsdamer Bahnhof |
Stettiner Bahnhof |
Wriezener Bahnhof